# Липневі жертви

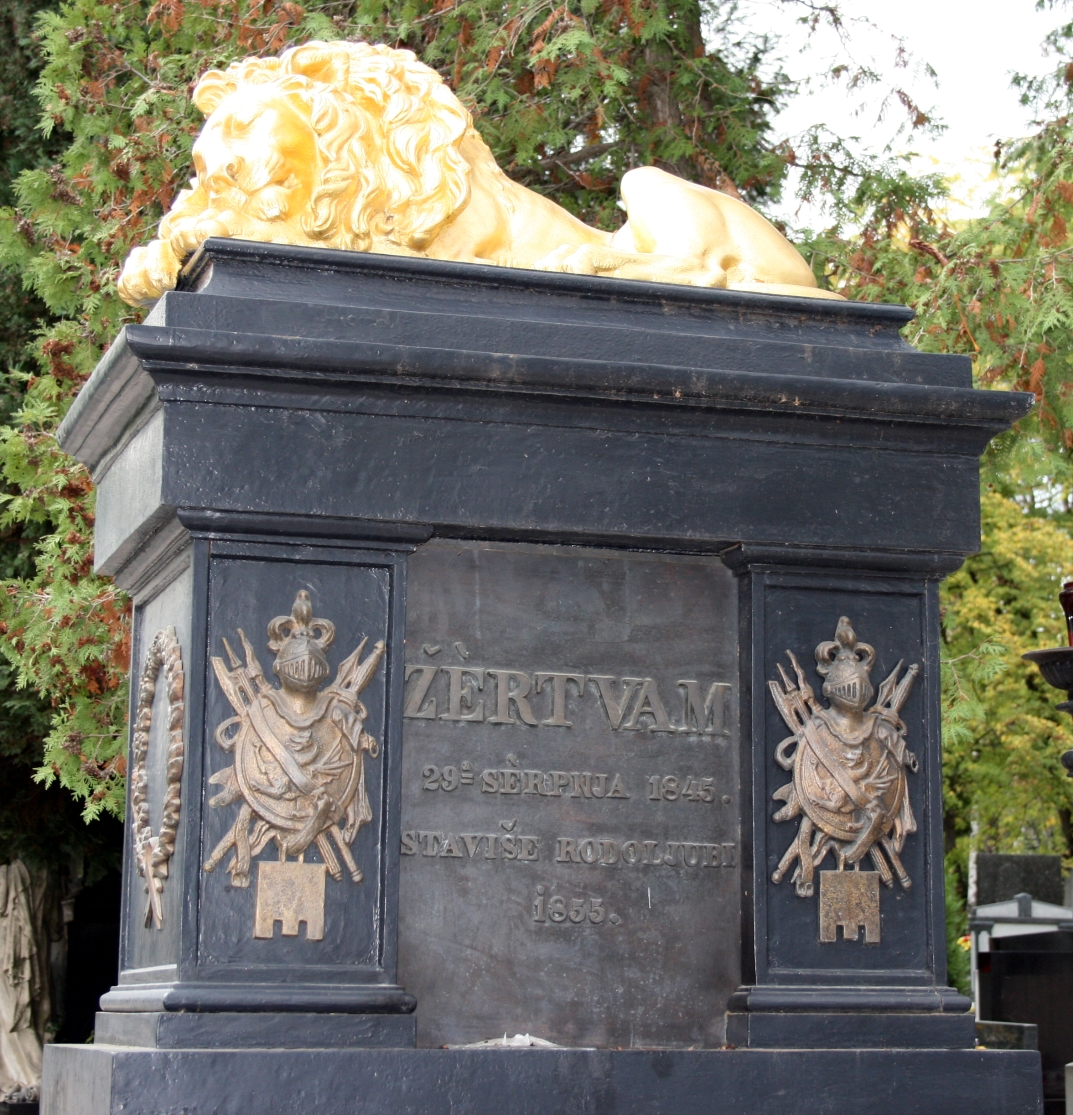
Пам'ятник Липневим жертвам, споруджений 1855 року в Загребі

Липневі жертви (хорв. Srpanjske žrtve) — члени Хорватської народної партії, які стали жертвами придушення з боку Австрійської імперської армії 29 липня 1845 р.

## Історія
1845 року проводилися місцеві вибори до керівного органу Загребської жупанії. Шляхом фальсифікації переміг кандидат від Хорватсько-угорської партії. Після оголошення результатів виборів члени Хорватської народної партії вийшли на площу Святого Марка щоб висловити протест проти результатів та звинуватити переможців у фальсифікаціях. Хорватський бан, етнічний угорець Франц Галлер закликав австрійську армію звільнити майдан.
Коли армія підійшла, щоб очистити площу, один із протестувальників Мірко Богович накинувся з шаблею на армійського офіцера. Захищаючи офіцера, один із вояків вистрілив у Боговича. Це сприйняли інші солдати як знак того, що було віддано наказ стріляти. Армія випустила кулі по натовпу. Зрештою, 13 протестувальників від Хорватської народної партії було вбито, а 27 дістали поранення. 6 поранених пізніше померли від ран.
10 жертв розстрілу поховали на кладовищі Святого Юрія (нині Парк липневих жертв), а їхній похорон переріс у масштабні політичні протести. Значною мірою через цей інцидент бан Галлер залишив свою посаду, а його місце незабаром після цього зайняв єпископ Юрай Хаулік.
1855 року могилу Липневих жертв прикрасили скульптурою сплячого лева. У 1895 році останки цих жертв перепоховали на новому загребському кладовищі Мирогой.
Цей інцидент показав напруженість між хорватами, які підтримували Іллірійський рух і відновлення єдиного Хорватського королівства, та проугорськими хорватами (мадяронами) і хорватською меншістю, що обстоювали тісніші відносини з Угорщиною (яких представляла Хорватсько-угорська партія). У наступні роки Хорватія отримала деякі поступки, приміром, офіційною мовою країни замість латини стала хорватська.